# Schloss Weinzierl

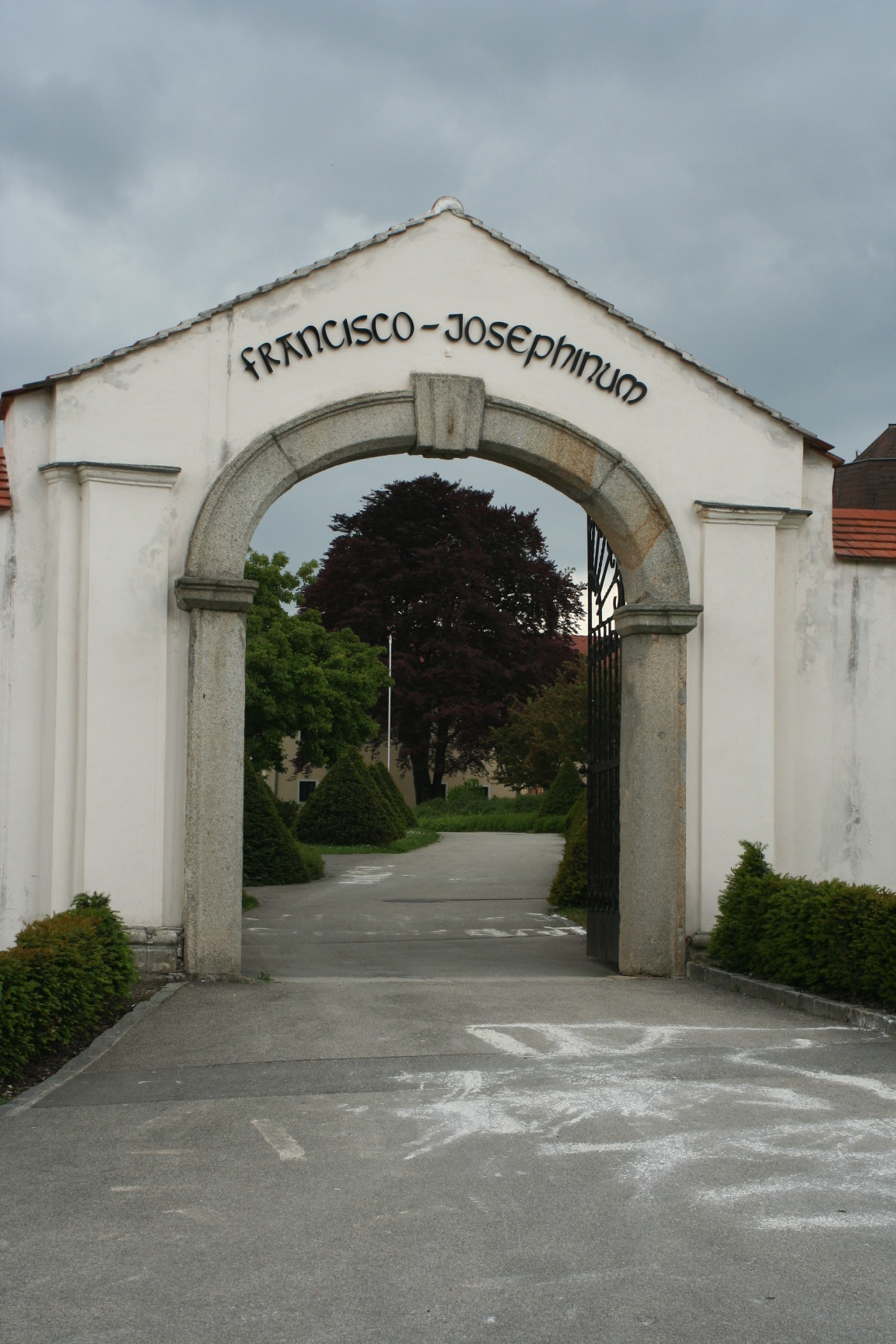
Ein Eingang zum Francisco Josephinum (Schloss Weinzierl)

Das Schloss Weinzierl befindet sich in Weinzierl, ein Ortsteil der niederösterreichischen Gemeinde Wieselburg-Land. In ihm ist das Francisco Josephinum untergebracht, eine Höhere Bundeslehr- und Forschungsanstalt für Landwirtschaft, Landtechnik und Lebensmittel- und Biotechnologie. 

## Geschichte
Aus einem dem Kloster Sankt Emmeram in Regensburg gehörenden Gutshof entwickelte sich zwischen 1578 und 1586 unter Johann Linsmayer Freiherr von Greiffenberg ein erster Schlossbau, der von seinen Nachfahren umgebaut wurde. Unter Johann Carl Weber von Fürnberg wurde 1741 eine Barockisierung vorgenommen. 
Prominenter Bediensteter der Schlossherren war der damals noch unbekannte Komponist Joseph Haydn, der um 1755 oder 1759 hier tätig war. 
1796 kam Schloss Weinzierl in den Besitz der kaiserlichen Familie, die das Schloss zeitweilig als Sommersitz nutzte. Erzherzog Johann Salvator von Österreich-Toskana, der nach 1859 nach Oberösterreich übersiedeln musste, ließ Möbel, die sich einst im Besitz von Maria Theresia von Österreich befunden hatten, aus Schloss Weinzierl ins Landschloss Ort bringen. 1883 wurde es von Kaiser Franz Joseph I. dem Kaiser Franz Joseph Jugend Asyl Verein überlassen, der hier ein Heim für Schwererziehbare einrichtete.
Nach dem Ende der Monarchie ging das Schloss in das Eigentum der Stadt Wien über. 1934 übernahm das Landwirtschaftsministerium das Schloss und übersiedelte das zuvor in Mödling ansässige Francisco Josephinum hierher. Während der NS-Zeit befand sich in Schloss Weinzierl eine Höhere Landwirtschaftliche Staatslehranstalt. Von 1944 bis 1945 diente das Schloss als Lazarett. In den ersten Nachkriegsjahren wurde der wieder aufgenommene Schulbetrieb durch die Einquartierung von Heimkehrern behindert.
1951 wurden im Schlosspark Internats- und andere Schulbauten errichtet, 1959 folgten weitere Um- und Erweiterungsbauten. 2004 sperrte das Bundesdenkmalamt das Schloss, acht Klassen mit rund 730 Schülern und die Schulleitung wurden in Containern untergebracht. Im März 2006 fand der Spatenstich für den Neubau statt, der im Jahr 2008 fertiggestellt wurde.